# Pseudiragoides florianii
Pseudiragoides florianii ist ein Schmetterling aus der Familie der Schneckenspinner (Limacodidae).

## Merkmale
Die Männchen erreichen eine Vorderflügellänge von 13 bis 15 Millimeter und haben eine Flügelspannweite von 27 bis 32 Millimeter. Die Fühler haben kurze Seitenäste (Rami), die fast bis zur Fühlerspitze reichen. Die Falter haben eine gelblich braune Grundfarbe und sind orange getönt. Die Vorderflügel sind gelblich braun und im Postmedialbereich fahler. Ein verschwommener gräulicher Fleck befindet sich im Diskalbereich.
Bei den Männchen verjüngt sich der Uncus an der Spitze zu einem kräftigen Sporn und einem kleinen dorsal gelegenen Fortsatz. Der Gnathos ist schlank. Die Valva ist langgestreckt und nach oben gekrümmt. Sie hat einen kurzen sacculären Fortsatz, der eine Anzahl nahezu gleich großer, kräftiger Sporne aufweist. Die Juxta ist abgeplattet. Der Aedeagus ist apikal mit einem Paar langer und schlanker Sporne versehen.
Weibchen und Präimaginalstadien (Entwicklungsstadien vor dem Falter, also Ei, Raupe und Puppe) wurden bisher nicht beschrieben.

### Ähnliche Arten
P. florianii ähnelt Pseudiragoides spadix in der Grundfärbung, die Männchen können aber genitalmorphologisch anhand der beiden apikal gelegenen, langen und schlanken Sporne des Aedeagus unterschieden werden.

## Verbreitung
Pseudiragoides florianii wurde in China im autonomen Gebiet Guangxi und in den Provinzen Fujian, Hunan und Zhejiang in 1200 bis 2300 Meter Höhe nachgewiesen.

## Biologie
Die Biologie der Art wurde bisher nicht beschrieben. Die Falter wurden von Ende April bis Anfang Juni in 1350 bis 2200 Meter Höhe gesammelt.

## Systematik
Der Holotypus ist ein Männchen. Es wurde 1999 in der chinesischen Provinz Shaanxi (Tai bai shan-Berge (S), Tsinling-Berge, Houzbenzi) in 1600 Meter Höhe gefangen. Es befindet sich im Museum Witt in München.

## Etymologie
Die Art wurde nach dem italienischen Lepidopterologen Alessandro Floriani benannt, der unter anderem einige Paratypen der Art sammelte.